# Ville e palazzi di Como
(Plinio il Giovane)

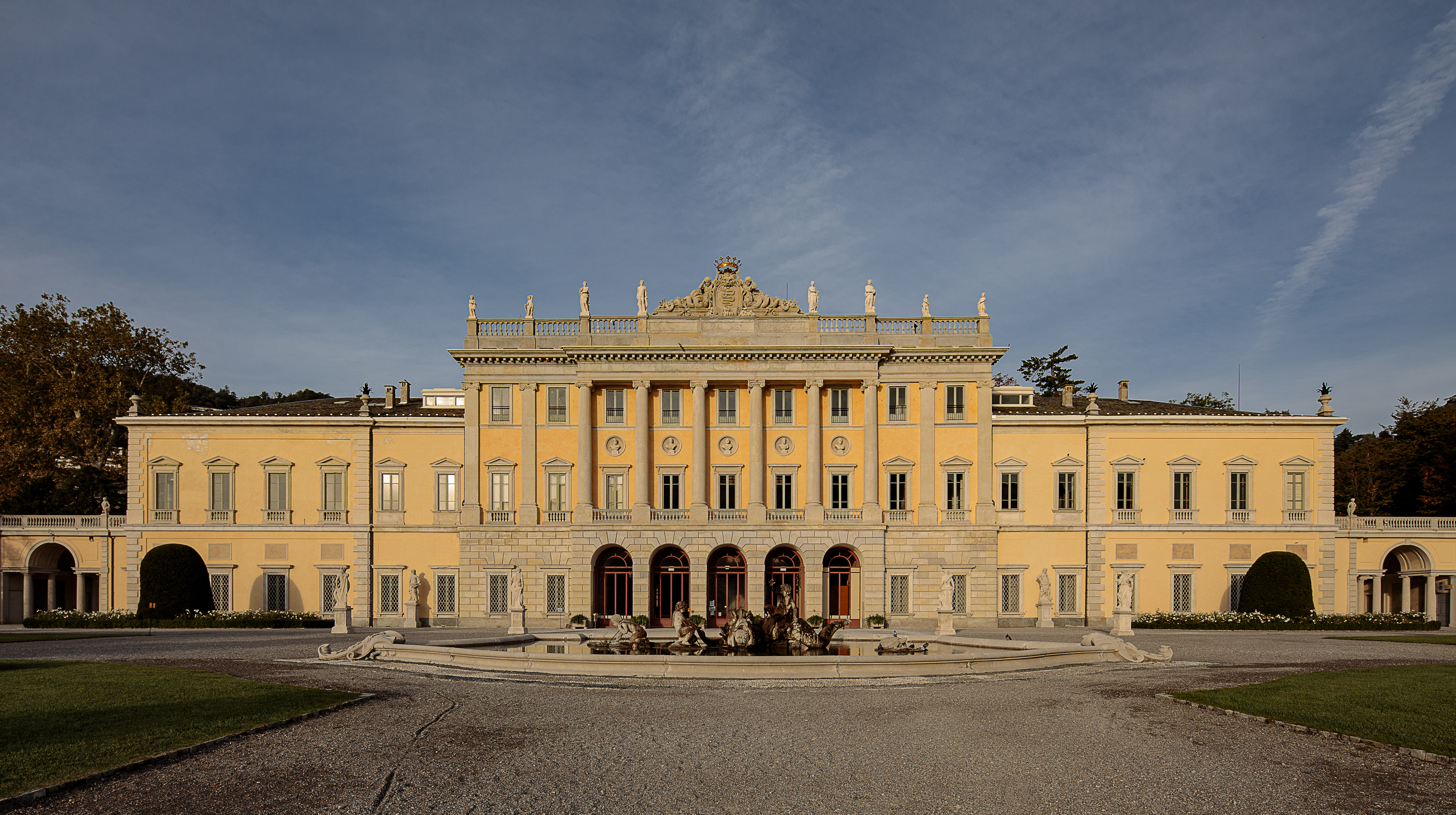
Villa Olmo, tra i più celebri edifici del neoclassicismo italiano

Per ville e palazzi di Como si intendono gli edifici civili di particolare rilievo artistico presenti nella città di Como.

## Storia
Le presenza di palazzi e ville dedicate alla villeggiatura nella città di Como e dintorni risalgono al I secolo d.C.: la testimonianza è fornita dalla corrispondenza epistolare di Plinio il Giovane, nipote di Plinio il Vecchio, che descrive il paesaggio e la tipologia di villa che già vedeva grandi e articolati giardini. Tuttavia l'affermazione di Como, così come tutto il Lario, come luogo di villeggiatura privilegiato per il suo clima e bellezze naturali avvenne nel VI secolo d.C., come testimoniato da Cassiodoro.
Nei secoli successivi si andò sempre di più delineando la tipologia dei giardini, che vedevano la diffusione di piante esotiche o tipiche del clima mediterraneo, ma è solo dal XVII secolo che si assiste alla definitiva affermazione delle eleganti ville nobiliari in contrasto con le ville rustiche suburbane. L'epoca d'oro del lago di Como e delle sue ville arrivò tuttavia tra il XVIII e il XIX secolo, con la costruzione delle celebri ville neoclassiche, su tutte Villa Olmo. La costruzione di ville, che non si arrestò fino ai primi decenni del XX secolo, lasciò poi gradualmente spazio all'architettura e ai palazzi moderni, su tutti le opere di Giuseppe Terragni e Pietro Lingeri.

## X-XI secolo
- Palazzo del Vescovado, piazza Guido Grimoldi 5, costruito sulla base di un edificio già esistente nel 1013.[2][3] I resti di questo primitivo edificio, inglobati nella controfacciata dell'attuale struttura,[2] vennero riportati alla luce nel 1931, durante una campagna di restauro[4]. Nel palazzo, internamente decorato da arazzi del XVII secolo,[2][5] da affreschi di due secoli anteriori[5] e dalle raffigurazioni pittoriche di tutti i vescovi di Como,[5] la cappella di San Michele[6] è dotata di un'abside[3] costruita sopra a un'analoga struttura di un precedente luogo di culto cristiano (forse un battistero[2] o un martyrion)[5].

## XII secolo
- Casa Bazzi Facchinetti, via Olginati 3[7]
- Palazzo Sangiuliani[8] (o Macafassi o Savonelli[6]), via Vitani 33, realizzato unendo due edifici a corte e dotato di antiche finestre (tra cui due affrescate[7]), alcune delle quali dotate di bifore.[9]

## XIII secolo

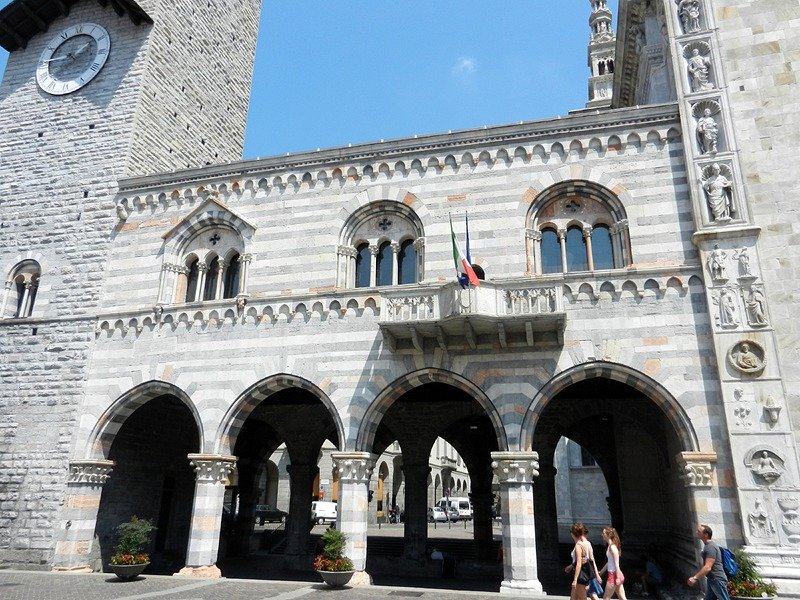
Il Broletto

- Palazzo del Broletto, piazza del Duomo 2

- Casa-torre fortificata, via Vitani 10[7]

- Casa via Bernardino Luini 58

- Palazzo Vittani, noto anche come Casa Alberio (già Casa Canobbio),[7] via Vittani 22

## XIV secolo
- Castel Carnasino, via Castel Carnasino 41[10] già proprietà degli Odescalchi[11][12].
- Palazzo Pantera, via Rodari 9, costruito a partire da una costruzione Ducentesca e aperto da un portale in stile rinascimentale.[2]
- Ex monastero di San Colombano[13], via Armando Diaz 60, costruito laddove si trovava una domus romana[14].

## XV secolo
- Casa Pelandini, via Odescalchi 2[6]
- Casa Piazza San Fedele 12
- Chiostrino di Sant'Eufenia, via Indipendenza 23[6]
- Palazzo Albricci Peregrini, via Giuseppe Rovelli 28
- Palazzetto Branda Castiglioni (1466-1487)[2], via Bianchi Giovini 41

## XVI secolo
- Palazzo del Duca (1565), piazza Mazzini 12, commissionato da Tolomeo Gallio[7]
- Palazzo Giovio, piazza Medaglie d'Oro comasche 1
- Palazzo del Municipio, via Vittorio Emanuele 97
- Palazzo Natta, via Natta 12
- Palazzo Odescalchi Pedraglio[6] (1578), via Rodari 2, risultato dell'annessione di più stabili a una primitiva casa a corte. Internamente, il salone di mezzo, affrescato da Giovanni Paolo Recchi, ospita un camino del XVI secolo.[2]
- Palazzo Rodari Odescalchi,[2] piazza Roma 34
- Palazzo Rusconi (o Rusca), via Rusconi 27, risultato dell'annessione di più stabili a una primitiva casa a corte. Al Settecento risale la scala con balaustra che collega tra loro i piani inferiori dell'edificio (la parte più alta venne aggiunta nel corso di una ristrutturazione avvenuta nel 1965). Internamente, conserva affreschi attribuiti alla bottega della famiglia di pittori Recchi.[15]
- Palazzo Volpi, via Armando Diaz 84
- Villa Giulini (già Odescalchi), Strada Provinciale Varesina[6]
- Villa del Grumello, via per Cernobbio 11
- Villa Peregrini, via Tommaso Grossi 41

## XVII secolo
- Casa Rovelli, piazza Volta 56

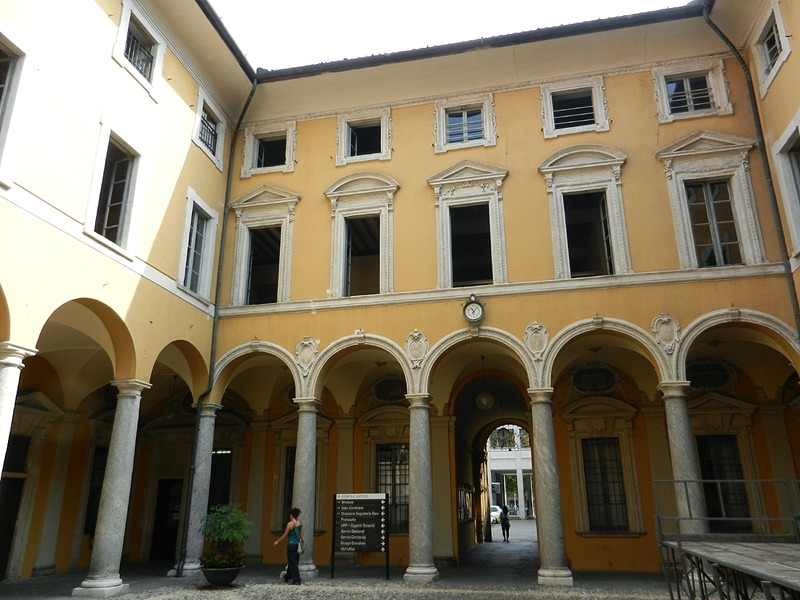
Cortile di palazzo Cernezzi

- Palazzo Cernezzi, via Vittorio Emanuele II 97, risultato dell'accorpamento tra più stabili a corte e altri edifici, tra cui una torre di epoca medievale[15] e un edificio del tardo XVI secolo[16]. Sede del comune dal 1853, il palazzo conserva decorazioni Quattrocentesche,[15] un affresco di Giovanni Paolo Recchi[15] databile agli anni 1630,[16] un soffitto a cassettoni del XVII secolo[16] e una serie di arredi provenienti da Villa Olmo[16].
- Palazzo Lambertenghi, via Lambertenghi 41. Il soffitto della vecchia sala da ballo del palazzo ospita un affresco del 1625; eseguito da Giovan Battista Recchi, il dipinto raffigura un'allegoria dei giorni della settimana, con al centro un carro di Aurora che rappresenta la domenica.
- Palazzo Olginati, piazza Medaglie d'Oro comasche 6
- Villa Carminati Scacchi,[17][18] nota anche come Villa Pallavicino Scacchi,[19] internamente decorata a stucco da Giocondo Albertolli e Giuseppe Piermarini e dotata di salone ellittico in stile neoclassico.[20]
- Villa Gallia,[17] via Borgovico 154
- Villa La Gallietta, piazza Amendola, 33
- Villa Peregrini, via Tommaso Grossi 41

## XVIII secolo

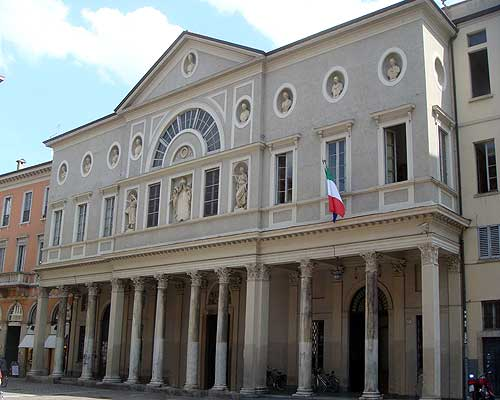
Palazzo del Liceo Volta

- Casa natale di Alessandro Volta, via Volta 60
- Casa Odescalchi Zafferoni,[6] piazza Roma 32
- Casa Ronzoni, in piazza San Fedele 34, al cui interno ospita il resti del battistero di San Giovanni in Atrio[6]
- Casa Savonelli, via Cesare Cantù 50
- Pontificio Collegio Gallio, via Tolomeo Gallio 1
- Liceo ginnasio statale Alessandro Volta, via Cesare Cantù 57
- Palazzo Erba Martignoni, via Cesare Cantù 60
- Palazzo Erba Odescalchi, piazzetta Venosto Lucati 1, costruito sulla base di un palazzo databile tra il Duecento e il Cinquecento.[9]
- Palazzo Mugiasca, via Volta 85, ristrutturato tra il 1785 e il 1816 da Simone Cantoni, il quale tuttavia non intervenne né sullo scalone principale né su parte del cortile.[9]
- Palazzo Raimondi, Via Volta 77, rielaborato da Simone Cantoni sul finire del XVIII secolo.[9]
- Villa Borsi Franchi, via Vincenzo Franchi 8
- Villa Geno, viale Geno 12
- Villa Volontè[21] (già Casati[6]), nota anche come Villa Mondolfo,[22][20] via Simone Cantoni 2
- Villa Olmo, via Simone Cantoni 1
- Villa Parravicini[17] Revel, via Museo Giovio 6
- Villa Salazar,[21][23] in largo Spluga 1, citata con Villa Olmo da Aleksej Tolstoj nel suo romanzo Upyr'[24].
- Villa Saporiti, via Borgovico 150
- Villa Sforni, via della Conciliazione 1
- Villa Sucota, via per Cernobbio 17
- Villa Resta, via Borgovico 138
- Villa Giovio, via Villa Giovio 51

## XIX secolo
- Seminario maggiore di Como

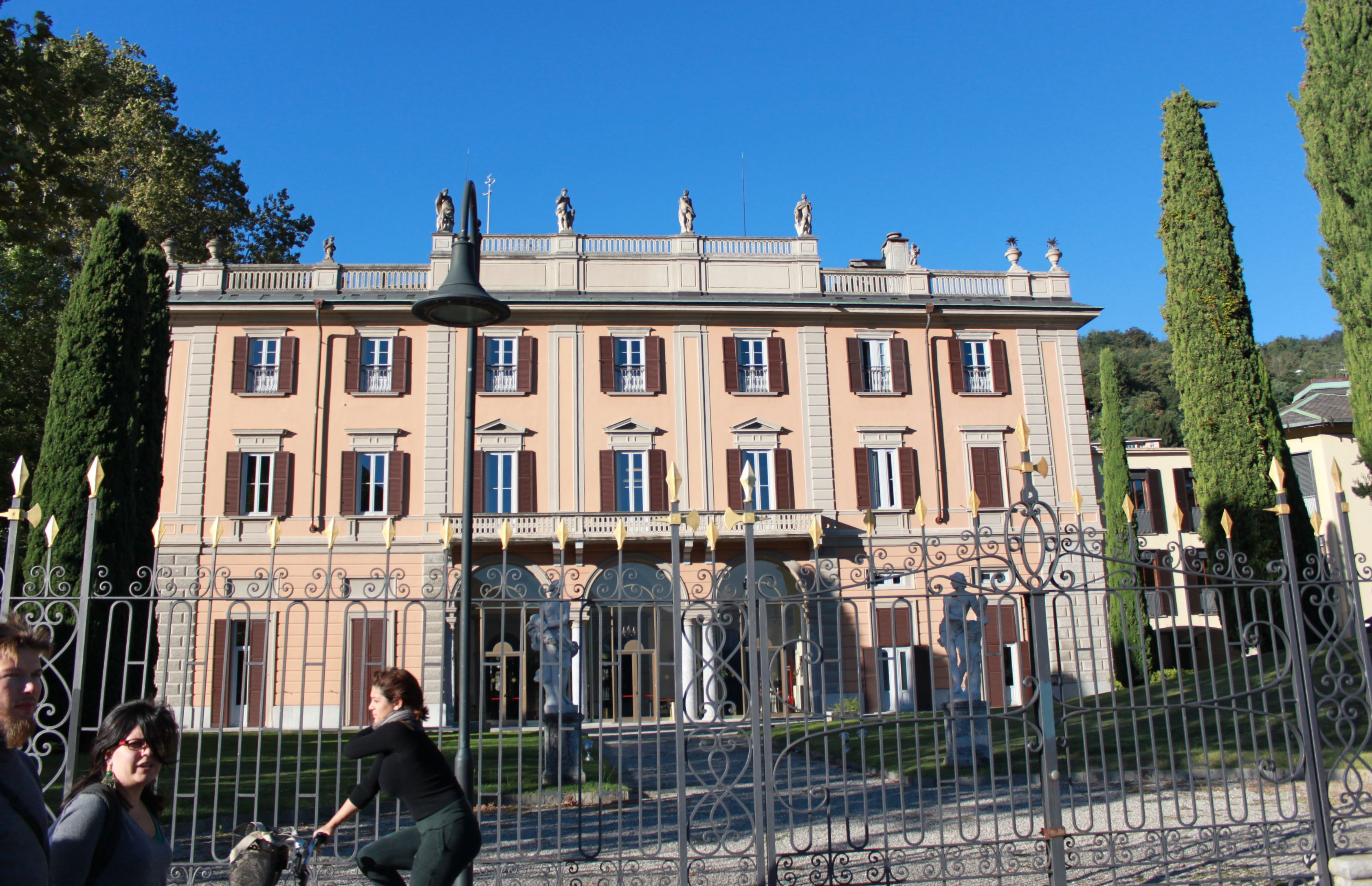
Villa Gallia

- Villa Ala Ponzone, edificio in stile neoclassico[6] situato in via Borgovico 188
- Villa Brambilla, via per Cernobbio
- Villa Cantoni Pisa (già), via Museo Giovio 12
- Villa Celesia,[17] via per Cernobbio 11
- Villa Claudina Gonzales Cantaluppi (detta anche villa Lariana, già Bocconi)[6], via per Cernobbio 20
- Villa Dossi Pisani, via Cardina 36
- Villa Dozzio, via per Cernobbio 28
- Villa Durini, vial per Cernobbio 24
- Villa Flori, via per Cernobbio 12
- Villa Gallietta Lang,[17] via Borgovico 168, realizzata da Melchiorre Nosetti.[20]
- Villa Sucota, via per Cernobbio 17, edificata in stile neoclassico. Ampliata nei primi del Novecento, appartenne ad Antonio Ratti.[25]
- Villa Thaon De Revel, via Museo Giovio 6

## XX secolo

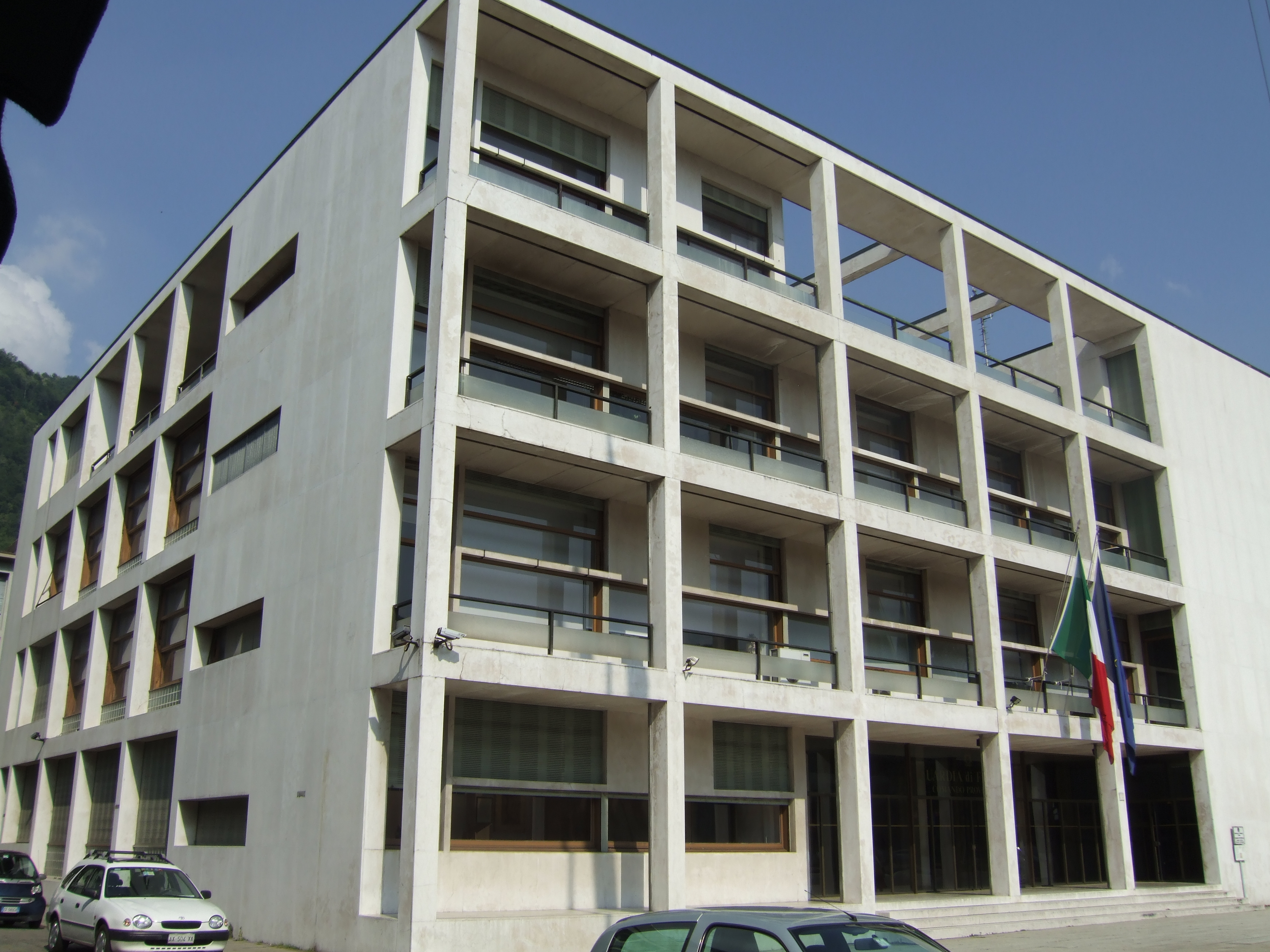
Casa del Fascio

- Asilo Sant'Elia, via Andrea Alciato 15
- Casa Cattaneo Alchieri (1936), via Mentana 25-29, progettata da Pietro Lingeri.[26]
- Casa del Fascio, piazza del Popolo 4, progettata da Giuseppe Terragni.[27]
- Casa Giuliani Frigerio, viale Rosselli 24, progettata da Giuseppe Terragni.[20]
- Casa Pedraglio, via Mentana 6[26]
- Cinema Politeama, piazza Cacciatori delle Alpi 3
- Ex-Sede dell'Unione fascista dei Lavoratori dell'Industria, via Pessina 6
- Istituto Giosuè Carducci, viale Cavallotti, progettato in stile liberty da Cesare Mazzocchi.[28]
- Novocomum, viale Giuseppe Sinigaglia
- Villa del Floricoltore, via Pasquale Paoli 49
- Villa Musa (già Barbò), via Borgovico 140[6]
- Villa Cornaggia (o Villa Mirabella), situata in fondo a viale Geno, nel luogo dove un tempo si trovava un'omonima abitazione già attestata al tempo di Paolo Giovio. Costruita nel 1912 a partire da un progetto di Luigi Angelini, sul finire del Novecento ospitò il set della soap opera Vivere.[29]
- Villa Zucchi, viale Geno